# 康国器
康国器(？—1884年），初名以泰，字交修，广东南海人，清軍將領，平定太平天國。

## 生平
- 少为吏员。道光末，从军，以劳授江西赣县桂源司巡检。咸丰初，粤匪犯江西，土寇蜂起，国器募死士三百，赣南道周玉衡檄击贼乌兜、良口，克万安。造船三十艘，习水战。同治元年，援浙，从蒋益澧围汤溪，明年春，克之，擢道员。三年，克馀杭，功最多，授福建延建邵道，始专统一军。五年，擢按察使。同治八年五月十六（1869年6月25日），由福建按察使升任廣西布政使。同治十一年八月十三（1872年9月15日），召京后罢免[1]。十年，护理巡抚。十一年，内召，以疾归。光绪十年，卒。左宗棠疏陈战绩，请恤，格於吏议，特诏允之。国器治军能以少击众，常伤足而跛，军中号康拐子，悍贼皆畏之。子熊飞，积功至浙江候补道，勇而有谋，常为军锋。国器数获奇捷，实资其力云。

## 延伸阅读
[在维基数据编辑]
 《清史稿/卷433》，出自趙爾巽《清史稿》